# Slaget ved the Holme
Slaget ved The Holme var et slag, der foregik d. 13. december 902, hvor vestsakserne og mænd fra Kent kæmpede imod Danelagen og danere i East Anglia. Den præcise lokation for slaget er ukendt, men det kan have været Holme i Huntingdonshire (nu administrativt en del af Cambridgeshire).
Efter Alfred den Stores død i 899 var hans søn Edvard den Ældre blevet konge, men hans fætter Æthelwold, der var søn af Alfreds storebror kong Æthelred, forsøgte at overtage tronen. Hans forsøg fejlede, og han flygtede til danerne i Northumbria, der ifølge en version af den Angelsaksiske Krønike accepterede ham som konge. I 902 ankom Æthelwold med en flåde til Essex og det følgende år overtalte han danerne i East Anglia til at angribe Mercia og det nordlige Wessex. Edvard gengældte ved at plyndre East Anglia, og den danske hær blev tvunget til at vende tilbage til deres eget område. Edvard trak sig herefter tilbage, men mænd fra Kent adlød ikke, og de mødte danerne under slaget ved the Holme.
Slagets gang er ukendt, men danerne synes at have vundet ifølge den angelsaksiske krønike, og de "beholdt stedet for nedslagtningen". De led dog store tab inklusive Æthelwold, Eohric, sandsynligvis den danske konge af East Anglia, Brihtsige, søn af ætheling Beornoth, og to haulds, Ysopa og Oscetel. Slaget var således afslutningen på Æthelwolds oprør. Kenterne mistede også mange mænd, inklusive Sigehelm, far til Edvard den Ældres tredje kone, Eadgifu af Kent. Den vestsaksiske krønikør, der gav den mest detaljerede beskrivelse af slaget, prøvede krampagtigt at bortforklare Edvard og resten af englændernes fravær under slaget, et fravær som muligvis har været kritiseret.